# سوسن فلسطيني
السوسن الفلسطيني (باللاتينية: Iris palaestina) هو أحد أنواع السوسن من الفصيلة السوسنية. 

نوعه بصلي ومعمر، يتواجد هذا النوع من الزهور في آسيا، داخل حدود فلسطين والأردن ولبنان وسوريا وتركيا. لدى هذا النوع من السوسن أوراق طويلة غير عريضة، تشبه الشريط، وساق قصير. عند بداية تفتح ازهارها، تكون الزهور فواحة الرائحة وعبقية ولونها رمادي -اخضر/ أبيض أو أصفر أبيض.

## الموئل والانتشار
ينتشر السوسن الفلسطيني في جميع مناطق بلاد الشام. حيث يتواجد في تركيا، الأردن،  سوريا،  لبنان  (بما في ذلك البطحاء ) وفلسطين؛ حيث تتواجد في هضبة الجولان، الجليل، ساحل البحر الأبيض المتوسط، الأودية الشمالية، الكرمل، جبال نابلس، الصحراء، جبال القدس، سهل سارونا الممتد بين حيفا ويافا ووادي الخليل.
يحب السوسن الفلسطيني النمو في التربة الصخرية (مع تواجد مادة الحجر الرملي)  في ارتفاعات منخفضة. عادة ما يتواجد في المواقع الساحلية ولكنه شائع أيضًا في بساتين الزيتون.

## التصنيف
تم العثور على السوسن الفلسطيني لأول مرة في بلاد ما بين النهرين، في الجزء السوري، وتم نشر ذلك للمرة الأولى في فلورا أورينتالز بواسطة بيير إدمون بواسييه في تموز 1882.
كان يعتقد في الأصل أنه مجموعة تابعة للسوسن الفارتاني. ويتشابه السوسن الفلسطيني في الشكل مع سوسن بلاينفورا المعروف والمستعمل أكثر كنبات للزينة.
الاسم العلمي لسوسن فلسطين، (الاسم العلمي: Iris palaestina) هو اسم مقبول من قبل الجمعية البستانية الملكية. تم تأكيد وتعزيز ذلك من قبل وزارة الزراعة الأمريكية وخدمة البحوث الزراعية في 4 أبريل 2003، ثم تم تحديث هذا الامر في 1 ديسمبر 2004.

## الوصف النباتي
لون البتلة أبيض يتخللها لون أصفر في وسطها.

لون بصيلات السوسن الفلسطيني هو بني وشكلها بيضاوي وسمكها هو 1–1.5 بوصة (25–38 مـم). 

تحوي معظم العينات حتى ستة أوراق، وطول الورقة هو 6 بوصة (150 مـم) في وقت الإزهار. عرض قاعدتها هو حوالي 1–2 سنتيمتر (0.39–0.79 بوصة). أوراقها الطويلة ليست عريضة وشبيهة بالشريط وتكون اطرافها متموجة مع هامش رقيق أبيض. عادة يكون لون الاوراق اخضر ساطع، ولكن سطحها العليوي لامع. 

ساقها قصير، طوله حوالي 10–20 سنتيمتر (3.9–7.9 بوصة). 

تكون الزهور فواحة وعبقية بين يناير وفبراير. بشكل عام، هناك من واحدة إلى ثلاثة أزهار لكل ساق. الزهور خضراء-رمادية/بيضاء، ولكن يمكن أن تكون صفراء-بيضاء أيضًا. في جنوب فلسطين، تحتوي بعض العينات على ضرب من اللون الازرق الباهت. 

شكل الزهور هو كالجناح المائل. طول السبلة هو حوالي 8–18 سنتيمتر (3.1–7.1 بوصة).
لديها كبسولات مستطيلة وبذورها لا تحوي على غطاء بذري.

## زراعته
يعتبر سوسن فلسطين قوي التحمل في منطقة صلابة رقم 4.
لكنه لا يعتبر قوي التحمل بشكل عام في شتى المناطق الأخرى ويعتبر عموما نبات ضعيف الزراعة في المملكة المتحدة، أي عند زرعه هناك؛ احتمال بقاءه على قيد الحياة يعتبر ضعيف. ينمو السوسن الفلسطيني بشكل أفضل في وعاء تحت غطاء معين مثلا في الدفيئة أو في إطار برد. يجب أن يزرع في تراب وسماد جيد الخصوبة ويجب ان ياخذ راحة من السقي في اوقات الصيف.
يمكن العثور عليه ورؤيته في الحديقة النباتية بجامعة تل أبيب.

## الاستخدامات الثقافية
تم استخدامه كنبات طبي في الشرق الأوسط لعلاج التهابات المسالك البولية عن طريق غلي الأوراق أو الجذور في الماء، أي يستخدم بشكل مشابه لاستخدام السوسن الشاحب .